# Théâtre Montparnasse
Il Théâtre Montparnasse  è un teatro che si trova al 31 di rue de la Gaîté nel XIV arrondissement di Parigi.

## Storia
Il Théâtre Montparnasse è stato costruito su iniziativa della vedova del famoso direttore artistico Henri Larochelle e dell'ex attore e direttore artistico Louis-Hubert Hartmann che ne affidarono la progettazione a Charles Peigniet, che contribuì a realizzare il piedistallo della Statua della Libertà.
Il teatro venne costruito sul sito di un altro preesistente e fu inaugurato il 29 ottobre 1886.
Il Théâtre Montparnasse era la sede di rappresentazioni melodrammatiche ma occasionalmente veniva affittato anche per metter in scena opere sperimentali del movimento del teatro indipendente come quando venne affittato ad André Antoine e alla sua compagnia del Théâtre Libre.
Dal 1930 al 1943 il teatro venne diretto da Gaston Baty e divenne noto come Théâtre Montparnasse-Gaston Baty. Dal 1944 al 1964, la direzione venne affidata all'attrice Margaret Jamois.
Nel 1965 Lars Schmidt acquistò il teatro e nominò direttore artistico Jerome Hullot. Schmidt e Hullot introdussero molti talenti inglesi sulla scena francese, tra cui autori e attori come Harold Pinter, Peter Shaffer, Noël Coward, Arnold Wesker e Murray Schisgal. Nel 1979 realizzarono inoltre il teatro Petit Montparnasse sul sito di un vecchio magazzino.
Nel 1984 Schmidt si ritirò e gli succedette Myriam Feune de Colombi, che ristrutturò il teatro portando la capienza a 715 posti.
Nel 1998 iniziarono i lavori di ristrutturazione e ampliamento del Petit Montparnasse, che divenne una sala da duecento posti e riaprì definitivamente nel novembre 2003.
Il Théâtre Montparnasse-Gaston Baty è stato dichiarato monumento storico il 3 aprile 1984.